# 男女の友情は成立する?（いや、しないっ!!）
『男女の友情は成立する？（いや、しないっ!!）』（だんじょのゆうじょうはせいりつする いや しないっ）は、七菜ななによる日本のライトノベル。イラストはParumが担当している。電撃文庫（KADOKAWA）より2021年1月9日から刊行されている。略称は「だんじょる？」。2024年12月時点でシリーズ累計部数は35万部を突破している。宮崎県延岡市が物語の舞台。
メディアミックス展開として、Kamelieによるコミカライズが『月刊コミック電撃大王』（同社）にて2021年10月号から連載中。2022年2月11日からYouTubeの電撃文庫チャンネルにおいてボイスドラマが公開された。2025年4月から6月までテレビアニメが放送された。

## あらすじ
将来はフラワーアクセサリーの店を開きたい夏目悠宇と、良家のお嬢様で多くの友人を持つ犬塚日葵。2人は中学時代からの親友で、将来は一緒に店を経営しようと誓い合っていた。美人が苦手な悠宇と、恋を知らない日葵の奇妙な友人関係は今後も続くかと思われた。だが高校に入り悠宇に好意を抱く女子が現れ、日葵の心は大きく揺れ動く。

## 登場人物
声の項は特記がない限り、テレビアニメ版の声優。
夏目 悠宇（なつめ ゆう）
声 - 戸谷菊之介 / 神木孝一（ボイスドラマ）
本作の主人公。自身と日葵の2人だけの園芸部に所属している。花が好きで、将来はフラワーアクセサリーのクリエイターになることを夢見ている。現在は「You」という通販サイトでアクセサリーを販売している。
犬塚 日葵（いぬづか ひまり）
声 - 鈴代紗弓 / 嶺内ともみ（ボイスドラマ）
本作のヒロイン。悠宇の同級生で、彼とは中学生時代からの親友。自身と悠宇の2人だけの園芸部に所属している。学校では優等生かつ良家のお嬢様として知られている。
榎本 凛音（えのもと りおん）
声 - 貫井柚佳
悠宇と初恋の相手同士の、クールな同級生。日葵とは小学生時代からの昔馴染だった。慎司とは幼馴染。見かけによらず怪力の持ち主で、片手のアイアンクローで人を釣り上げる。
真木島 慎司（まきしま しんじ）
声 - 盆子原康
悠宇の日葵以外で唯一の友人にして、生粋の遊び人。凛音とは幼馴染。
犬塚 雲雀（いぬづか ひばり）
声 - 水中雅章
日葵の兄のイケメン変人で、悠宇を溺愛している。咲良と紅葉とは同級生で、かつて紅葉と付き合っていたが今は犬猿の仲。
夏目 咲良（なつめ さくら）
声 - 金元寿子
悠宇の姉の残念美人。雲雀と紅葉とは同級生。
榎本 紅葉（えのもと くれは）
声 - 名塚佳織
凛音の姉で、人気モデルとして活躍している。雲雀と咲良とは同級生。自分の正義を押し付ける悪癖がある。

## 既刊一覧

### 小説
- 七菜なな（著）・Parum（イラスト）、KADOKAWA〈電撃文庫〉、既刊14巻（2025年6月10日現在）
  - 『男女の友情は成立する？（いや、しないっ!!） Flag 1. じゃあ、30になっても独身だったらアタシにしときなよ？』、2021年1月10日初版発行（1月9日発売[14]）、ISBN 978-4-04-913372-1
  - 『男女の友情は成立する？（いや、しないっ!!） Flag 2. じゃあ、ほんとにアタシと付き合っちゃう？』、2021年4月10日初版発行（4月9日発売[15]）、ISBN 978-4-04-913735-4
  - 『男女の友情は成立する？（いや、しないっ!!） Flag 3. じゃあ、ずっとアタシだけ見てくれる？』、2021年8月10日初版発行（8月6日発売[16]）、ISBN 978-4-04-913832-0
  - 『男女の友情は成立する？（いや、しないっ!!） Flag 4. でも、わたしたち親友だよね？〈上〉』、2021年12月10日初版発行（同日発売[17]）、ISBN 978-4-04-914032-3
  - 『男女の友情は成立する？（いや、しないっ!!） Flag 4. でも、わたしたち親友だよね？〈下〉』、2022年3月10日初版発行（同日発売[18]）、ISBN 978-4-04-914228-0
  - 『男女の友情は成立する？（いや、しないっ!!） Flag 5. じゃあ、まだ30になってないけどアタシにしとこ？』、2022年8月10日初版発行（同日発売[19]）、ISBN 978-4-04-914454-3
  - 『男女の友情は成立する？（いや、しないっ!!） Flag 6. じゃあ、今のままのアタシじゃダメなの？』、2023年1月7日発売[20]、ISBN 978-4-04-914579-3
  - 『男女の友情は成立する？（いや、しないっ!!） Flag 7. でも、恋人なんだからアタシのことが１番だよね？』、2023年8月10日発売[21]、ISBN 978-4-04-914868-8
  - 『男女の友情は成立する？（いや、しないっ!!） Flag 8. センパイがどうしてもってお願いするならいいですよ？』、2024年4月10日発売[22]、ISBN 978-4-04-915134-3
  - 『男女の友情は成立する？（いや、しないっ!!） Flag 9. あのね、これで最後にするからこの旅行の間だけわたしを彼女にして？』、2024年8月9日発売[23]、ISBN 978-4-04-915703-1
  - 『男女の友情は成立する？（いや、しないっ!!） Flag 10. 貴様ごときに友人面されるようになってはお終いだな？』、2024年12月10日発売[24]、ISBN 978-4-04-916089-5
  - 『男女の友情は成立する？（いや、しないっ!!） Flag 11. じゃあ、アタシと一緒にいられなくなっても信じ続けてくれる？』、2025年4月10日発売[25]、ISBN 978-4-04-916236-3
  - 『男女の友情は成立する？（いや、しないっ!!） Side 1. ぷりくえる とぅ ぼーいず あんど がーるず！』、2025年5月10日発売[26]、ISBN 978-4-04-916237-0
  - 『男女の友情は成立する？（いや、しないっ!!） Side 2. 夏目咲良の青春疑似録』、2025年6月10日発売[27]、ISBN 978-4-04-916238-7

### 漫画
- 七菜なな（原作）・Kamelie（作画）・Parum（キャラクターデザイン） 『男女の友情は成立する？（いや、しないっ!!）』 KADOKAWA〈電撃コミックスNEXT〉、既刊5巻（2025年6月27日現在）
  1. 2022年5月9日発売[28][29]、ISBN 978-4-04-914434-5
  2. 2023年3月10日発売[30]、ISBN 978-4-04-914960-9
  3. 2023年12月8日発売[31]、ISBN 978-4-04-915402-3
  4. 2024年11月27日発売[32]、ISBN 978-4-04-916066-6
  5. 2025年6月27日発売[33]、ISBN 978-4-04-916451-0

## テレビアニメ

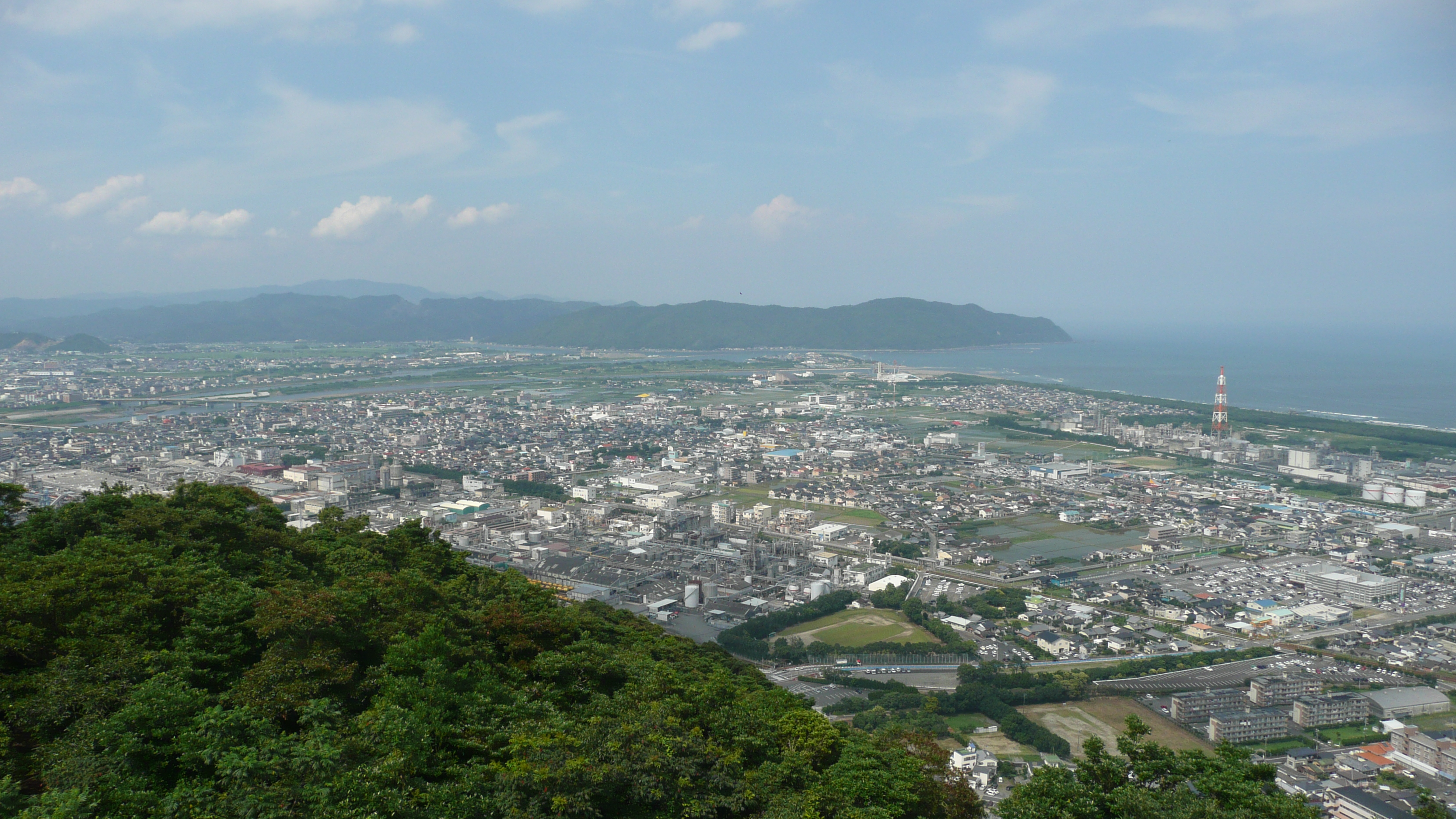
オープニング映像に登場する風景のひとつ（宮崎県延岡市・愛宕山展望台からの眺望）

2022年8月にアニメ化企画が進行中であることが発表され、2023年7月に開催されたオンラインイベント「電撃文庫 30th 夏の祭典オンライン 2023」にてテレビアニメ化が発表された。2025年4月から6月までTOKYO MXほかにて放送された。

### スタッフ
- 原作 - 七菜なな[1]
- キャラクター原案 - Parum[1]
- 監督 - 鈴木洋平[11]
- 助監督 - 石田美由紀
- シリーズ構成・脚本 - 八重森のず[11]
- キャラクターデザイン - 大山夏輝[11]
- プロップデザイン - 真村躍
- 美術監督 - 村上さくら
- 美術設定 - 村上さくら、飯田葉月
- 色彩設計 - 日野亜朱佳
- 撮影監督 - 東郷義宏
- CGディレクター - 横川舞悠
- 編集 - 坪根健太郎
- 音響監督 - 明田川仁[13]
- 音響制作 - マジックカプセル[13]
- 音楽 - 市川淳[13]
- 音楽制作 - ポニーキャニオン[13]
- プロデュース - ドリームシフト[13]、ハピネット・メディアマーケティング
- プロデューサー - 川浪彩奈、長渕陽介、片山陽、黒川雄一朗、松村尚、澤畠康二、轟豊太、松井優子、清水大雅、山岡実菜、菊池美穂
- 制作統括プロデューサー - 松倉友二
- アニメーション制作プロデューサー - 藤代敦士
- アニメーション制作 - J.C.STAFF[9]
- 製作 - だんじょる製作委員会[1]

### 主題歌
「質問、恋って何でしょうか?」
HoneyWorks feat.ハコニワリリィによるオープニングテーマ。作詞・作曲はHoneyWorks、編曲はHoneyWorksとMARUMOCHI。
「Dear my Soleil」
立花日菜によるエンディングテーマ。作詞・作曲は草野華余子、編曲はやしきん。

### 各話リスト
| 話数   | サブタイトル             | 絵コンテ   | 演出              | 作画監督                                                                                         | 総作画監督          | 初放送日      |
| ------ | ------------------------ | ---------- | ----------------- | ------------------------------------------------------------------------------------------------ | ------------------- | ------------- |
| 第1話  | ニリンソウと月下美人     | 鈴木洋平   | 宮崎修治          | 小野和美 都築裕佳子 高橋みか 津畑春香                                                            | 大山夏輝            | 2025年 4月4日 |
| 第2話  | ハイビスカスの髪飾り     | 石田美由紀 | 石田美由紀        | 澤井真紀 洪範錫 中山由美 小川浩司 本谷愛 大木良一                                                | 小野和美            | 4月11日       |
| 第3話  | チューリップと恋の表情   | 田中瑛     | 月野正志          | 羽野広範 XIO 武遊 Revival                                                                        | 長谷川眞也          | 4月18日       |
| 第4話  | 紫陽花と新しい種         | 西田健一   | 黒瀬大輔          | 谷川亮介 洪範錫 澤井真紀 都築裕佳子 小松香苗 高橋みか 津畑春香                                   | 大山夏輝            | 4月25日       |
| 第5話  | イケメンと朝顔の浴衣     | 高田耕一   | 雄谷将仁 トマソン | 拾月動画 无锡市樱花卡通有限公司 無錫七彩動画 Orange Studio Tobira MARURIN 碧ひかる 但伊楊 劉相信 | 小野和美            | 5月2日        |
| 第6話  | チェリーセージの香り     | 永居慎平   | 石田美由紀        | 下江一正 山本雅章 河村あかり 南翔太 石田啓樹                                                     | 前田ゆり子          | 5月9日        |
| 第7話  | ひび割れたクロッカス     | 永居慎平   | 則座誠            | Dogwood 高文彬 曽王勝 李傑 Choi Eunyoung                                                         | 大山夏輝 長谷川眞也 | 5月16日       |
| 第8話  | ジニアと情熱のありか     | 高田耕一   | 月野正志          | 羽野広範 董立則 陳亮 郁慧雲 沈陶裔 何烨 饒子琪 胡龍璨 何金龍 羅睿 Lan                            | 大山夏輝 小野和美   | 5月23日       |
| 第9話  | 恋のチョコレートコスモス | 田中瑛     | 田中瑛            | 高橋みか 津畑春香 澤井真紀 中山由美 金正男                                                       | 大山夏輝 長谷川眞也 | 5月30日       |
| 第10話 | ヒマワリの花言葉         | 鈴木行     | 宮崎修治          | 洪範錫 都築裕佳子 小松香苗 高橋みか 大木良一                                                     | 小野和美            | 6月6日        |
| 第11話 | さよならヒマワリ         | 永居慎平   | 雄谷将仁 トマソン | 徐小山 過灿 陈家兴 李绍川 曾山 林夏洲 陳瑜 楊国慶 李茹雪 劉相信 山本菜々美                       | 大山夏輝 長谷川眞也 | 6月13日       |
| 第12話 | 夢の道に咲く花たち       | 鈴木洋平   | 石田美由紀        | 下江一正 河村あかり 南翔太 石田啓樹 山本雅章                                                     | 大山夏輝 前田ゆり子 | 6月20日       |

### 放送局
| 放送期間                | 放送時間                     | 放送局     | 対象地域   | 備考                                   |
| ----------------------- | ---------------------------- | ---------- | ---------- | -------------------------------------- |
| 2025年4月4日 - 6月20日  | 金曜 22:30 - 23:00           | TOKYO MX   | 東京都     | 製作参加                               |
|                         |                              | AT-X       | 日本全域   | CS放送 / 字幕放送 / リピート放送あり   |
| 2025年4月6日 - 6月22日  | 日曜 23:00 - 23:30           | BS朝日     | 日本全域   | 製作参加 / BS/BS4K放送 / 『アニメA』枠 |
| 2025年4月7日 - 6月23日  | 月曜 2:24 - 2:52（日曜深夜） | 関西テレビ | 近畿広域圏 | 製作参加                               |
| 2025年4月11日 - 6月27日 | 金曜 1:24 - 1:54（木曜深夜） | テレビ宮崎 | 宮崎県     |                                        |

| 配信開始日   | 配信時間                | 配信サイト | 備考                 |
| ------------ | ----------------------- | --- | -------------------- |
| 2025年4月4日 | 金曜 22:30 - 23:00      | ABEMA | 地上波同時・最速配信 |
| 2025年4月9日 | 水曜 22:30 以降順次更新 | dアニメストア ニコニコ生放送 ニコニコチャンネル U-NEXT アニメ放題 Lemino バンダイチャンネル Hulu DMM TV TELASA J:COM STREAM milplus見放題パックプライム FOD Prime Video TVer カンテレドーガ | 見放題配信           |
|              |                         | Rakuten TV HAPPY!動画 ムービーフルplus | 都度課金配信         |

### BD / DVD
| 巻 | 発売日            | 収録話         | 規格品番  | 規格品番  |
| 巻 | 発売日            | 収録話         | BD        | DVD       |
| -- | ----------------- | -------------- | --------- | --------- |
| 1  | 2025年7月25日     | 第1話 - 第6話  | KWXA-3326 | KWBA-3328 |
| 2  | 2025年8月29日予定 | 第7話 - 第12話 | KWXA-3327 | KWBA-3329 |